# Spiritual Song (Antoni Tàpies)
Spiritual Song (literal, Canción espiritual; en catalán: Cançó espiritual) es una obra de Antoni Tàpies realizada en 1950  que forma parte de la colección del Museo de Arte Contemporáneo de Barcelona (MACBA).   La técnica empleada es acuarela y tinta sobre papel.   Fue uno de los cuadros que se exhibió en la muestra El siglo del Jazz, que pudo verse entre julio y octubre de 2009 en el Centro de Cultura Contemporánea de Barcelona ( CCCB ).   La obra está expuesta en el Museo Nacional de Arte de Cataluña (MNAC) en la sección de arte moderno . 